# Filtro de café

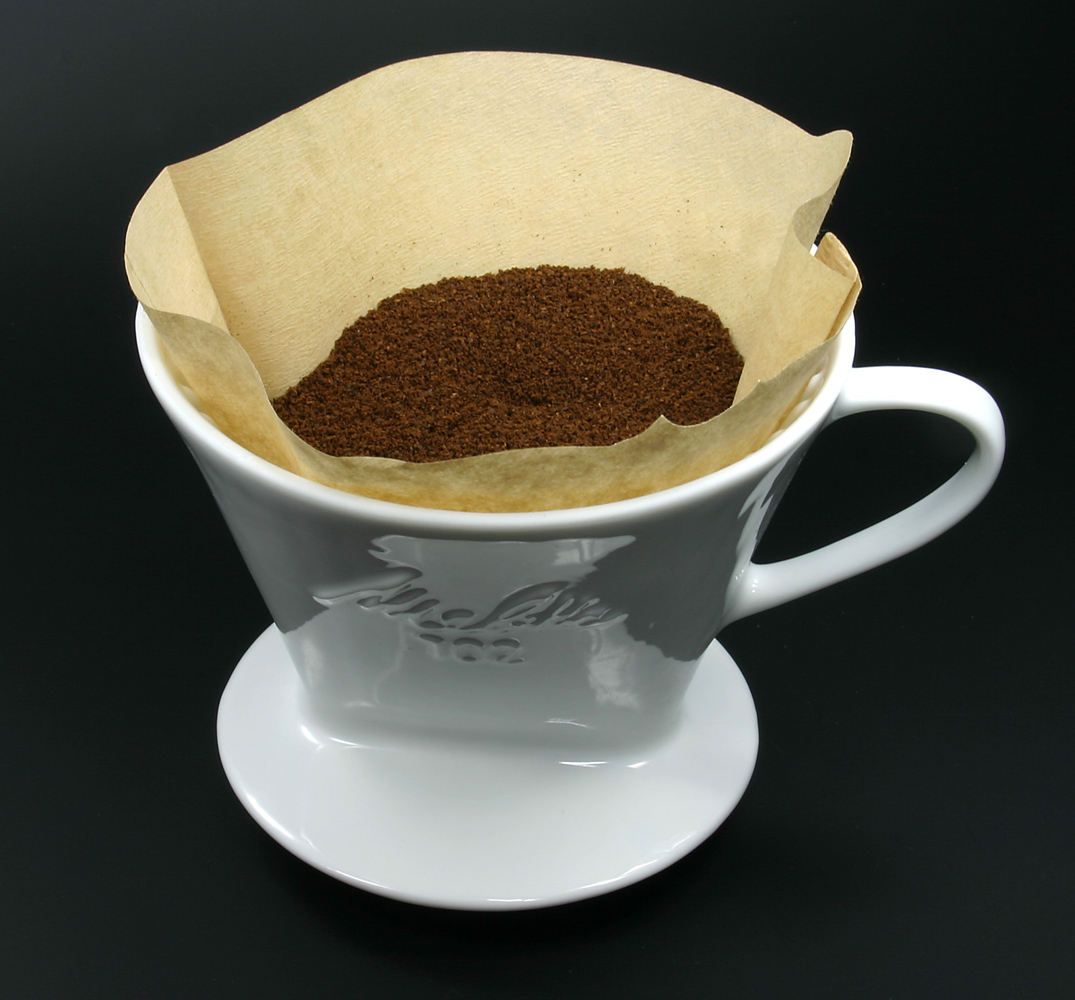
Uso del filtro de café.

El filtro de café se trata de un utensilio de cocina que tiene la función de filtrar el agua caliente de los granos molidos del café para la elaboración del café bebido. Este filtro se suele encontrar elaborado de papel, que son para ser usados generalmente una sola vez, pero existen versiones de acero inoxidable, como las que se emplean para elaborar el café en la India. 
El primer filtro de café fue inventado en 1908 por la empresaria Melitta Bentz en Dresde (Alemania). La intención de esta inventora era quitar el sabor amargo del café causado por el exceso de cocción cuando se hacía café. 
Hay varios tamaños y diseños parecidos; pero también existen los filtros que, como paquetito, envuelven a una porción de café ya predeterminada.

## Enlaces externos

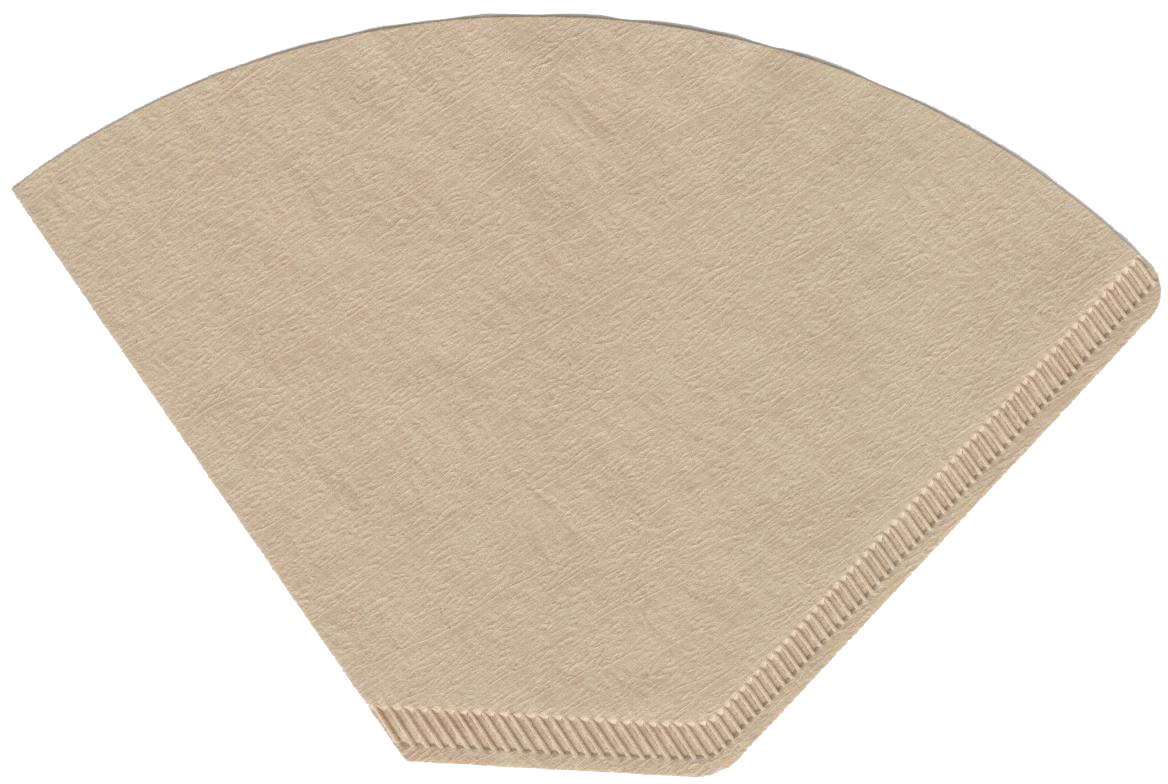
Filtro de café.